# Thảm họa Bhopal

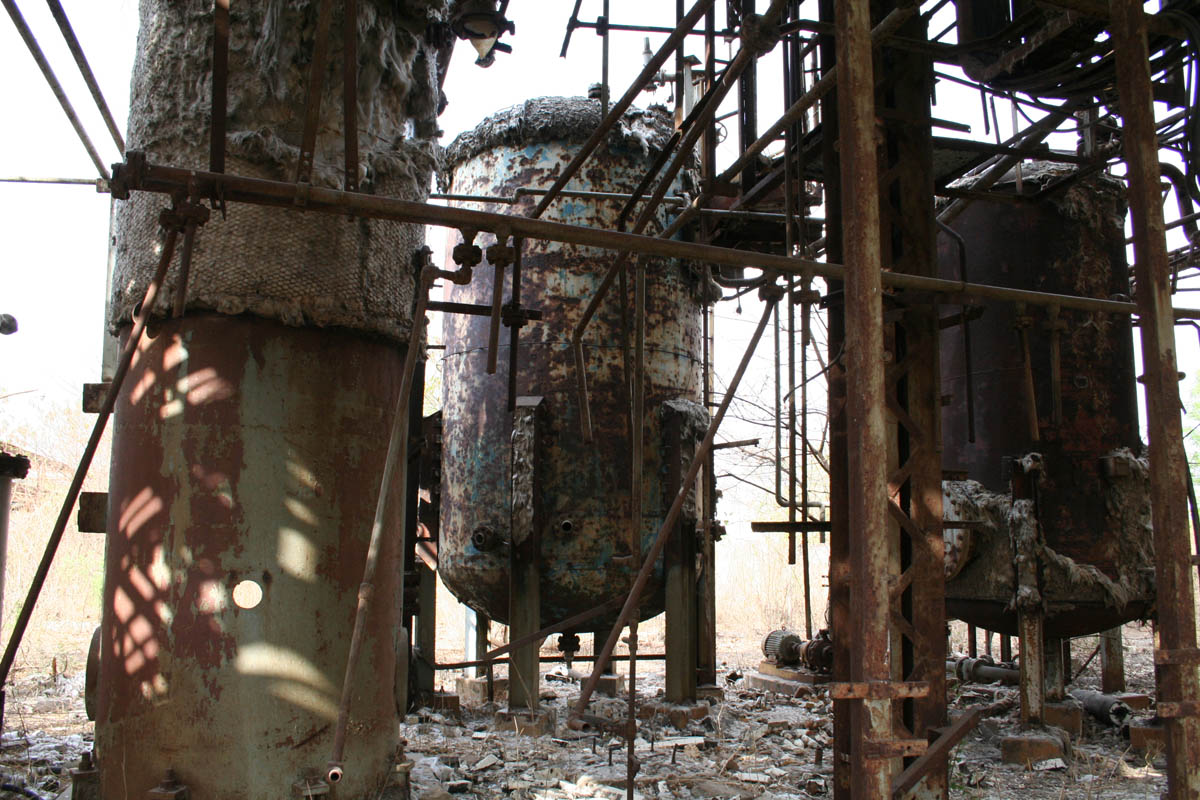
Khu nhà máy của Union Carbide

Thảm họa Bhopal là một thảm họa công nghiệp xảy ra tại nhà máy sản xuất thuốc trừ sâu sở hữu và điều hành bởi Union Carbide (UCIL) ở Bhopal, Madhya Pradesh, Ấn Độ ngày 3 tháng 12 năm 1984. Khoảng 12 giờ đêm, nhà máy rò rỉ ra khí Methyl isocyanate (MIC) và các khí độc khác, gây ra phơi nhiễm trên 500.000 người. Những đánh giá về số lượng người chết có sự không thống nhất. Đánh giá chính thức ban đầu về số người chết là 2.259 và chính quyền bang MP đã xác nhận tổng số 3.737 cái chết liên quan đến vụ rò rỉ khí ga. Các cơ quan chính quyền khác ước tính khoảng 15.000 người chết. Một số tổ chức đưa ra con số khoảng 8.000 đến 10.000 người chết trong 72 giờ đầu và 25.000 người chết vì các căn bệnh liên quan đến khí ga rò rỉ.
25 năm sau vụ rò rỉ, 390 tấn các chất hóa học độc hại bị bỏ lại tại nhà máy của UCIL tiếp tục rò rỉ và gây ô nhiễm nguồn nước ngầm của khu vực, ảnh hưởng đến hàng ngàn cư dân Bhopal, những người phụ thuộc vào nguồn nước ngầm, mặc dù có những tranh cãi về việc có hay không những chất hóa học vẫn được lưu giữ tại khu vực này và những mỗi nguy hiểm đến sức khỏe con người.
Hiện có một vài phiên tòa dân sự và hình sự liên quan đến thảm họa diễn ra ở toà án Manhattan và tòa án Bhopal chống lại Union Carbide, hiện được sở hữu bởi Dow Chemical Company, cùng với lệnh bắt giữ Warren Anderson, CEO của Union Carbide tại thời điểm xảy ra thảm họa. Đến nay vẫn chưa có ai bị truy tố.

## Bối cảnh và nguyên nhân
Nhà máy UCIL được thành lập năm 1969 gần Bhopal. 50,9% cồ phần được sở hữu bởi tập đoàn Union Carbide (UCC) và 49.1% sở hữu bởi các nhà đầu tư Ấn Độ, trong đó có các tổ chức thuộc khu vực tài chính công. Nhà máy sản xuất thuốc trừ sâu Carbaryl (tên thương mại Sevin). Năm 1979 một nhà máy sản xuất Methyl Isoyanate (MIC) được xây dựng ở khu vực này. MIC, một chất trung gian trong quá trình sản xuất Carbaryl, được sử dụng thay cho những chất ít nguy hiểm hơn nhưng cũng đắt đỏ hơn. UCC hiểu tầm quan trọng của MIC và những yêu cầu xử lý MIC.
Đêm 2-3 tháng 12 năm 1984, một lượng lớn nước được đưa vào thùng chứa 610, đang chứa 42 tấn Methyl isocyanate. Phản ứng tỏa nhiệt xảy ra làm nhiệt độ bên trong thùng chứa tăng lên vượt 200 °C (392 °F), áp suất tăng lên vượt quá mức mà thùng chứa được thiết kế để có thể chịu được.
Nó gây ra sự thoát khẩn cấp để giảm áp suất thùng chứa MIC, thải ra một lượng lớn các khí ga độc vào không khí. Tốc độ phản ứng tăng lên bởi sự xuất hiện của thép trong những đường ống làm bằng thép không rỉ đang bị ăn mòn. Một hỗn hợp các khí ga độc tràn ra thành phố Bhopal, gây ra sư hoảng loạn khi mọi người thức dậy với cảm giác cháy trong phổi. Bởi ảnh hưởng của khí gas, hàng ngàn người chết ngay sau đó và rất nhiều người phải chịu đau đớn trong sự hoảng loạn.
Các giả thiết về việc làm thế nào nước có thể vào được thùng chúa cũng rất khác nhau. Tại thời điểm đó, công nhân dang dọn vệ sinh đường ống bằng nước, một vài người cho rằng đó là bởi sự yếu kém về bảo trì và sự rò rỉ ở các van, đó là lý do nước rò rỉ vào thùng chứa 610. Tháng 12 năm 1985, một bài báo của New York Times cho rằng: theo những người quản lý nhà máy UCIL, giả thiết về đường nước chảy vào đã được kiểm tra dưới sự hiện diện của những nhân viên điều tra FBI và đã được chứng minh là vô lý. UCC cũng cho rằng con đường đó là không thể, và đó là một hành động phá hoại của những công nhân "bất bình", họ đã trực tiếp đổ nước vào bình chứa. Dù vậy, nhóm điều tra của công ty không tìm thấy bất cứ bằng chứng cần thiết nào. Những báo cáo năm 1985 đã đưa ra một bức tranh về việc điều gì đã dẫn đến thảm họa và thảm họa diễn ra như thế nào, mặc dù chúng khác nhau ở vài chi tiết.
Những lý do dẫn đến vụ rò rỉ khí ga khổng lồ này bao gồm:
- Việc sử dụng chất hóa học nguy hiểm (MIC) thay vì nhưng chất ít nguy hại hơn
- Lưu giữ những chất này trong những thùng chứa lớn thay vì 200 thùng thép nhỏ.
- Vật liệu ăn mòn trong đường ống.
- Tình trạng yếu kém về bảo trì sau khi nhà máy ngừng hoạt động đầu những năm 80
- Sự không tuân thủ các hệ thống an toàn (tình trạng yếu kém về bảo trì và các quy tắc an toàn).
- Hệ thống an toàn đã bị tắt để tiết kiệm tiền, bao gồm hệ thống làm lạnh những thùng MIC, thứ duy nhất có thể ngăn chặn thảm họa.

Thiết kế nhà máy bị thay đổi bởi các kĩ sư Ấn Độ để tuân thủ những quy định của chính phủ và áp lực kinh tế phải cắt giảm chi phí là lý do chính gây ra vụ rò rỉ. Mọi việc trở nên tồi tệ hơn khi vị trí nhà máy nằm ở một khu vực đông dân cư, những dự báo cho rằng không thể tồn tại một thảm họa như vậy và những thiếu sót trong việc phục hồi kinh tế-xã hội và chăm sóc sức khỏe. Phân tích chỉ ra rằng những bên chịu trách nhiệm cho quy mô của thảm họa là cả hai bên chủ sở hữu: tập đoàn Union Carbide, chính phủ Ấn Độ, và mở rộng ra là cả chính quyền bang Madhya Pradesh.

### Những thông tin công bố
Rất nhiều phán đoán được đưa ra sau thảm họa. Việc đóng cửa nhà máy với những nhà đầu tư nước ngoài (bao gồm UCC) bởi chính phủ Ấn Độ, sự không thực hiện việc công bố dữ liệu dẫn đến sự nhầm lẫn. Báo cáo CSIR đã được chính thức công bố 15 năm sau thảm họa. Tác giả của những nghiên cứu ICMR về những ảnh hưởng đến sức khỏe đã bị cấm công khai những dữ liệu của họ cho đến tận 1994. UCC hiện vẫn chưa công bố nghiên cứu của họ về ảnh hưởng của khí gas lên sức khỏe con người. Chẳng bao lâu sau thảm họa, UCC đã bị chính phủ cấm thực hiện các điều tra của họ. Những điều tra ban đầu được thực hiện hoàn toàn bởi các cơ quan chính phủ - Hội nghiên cứu công nghiệp và khoa học (CSIR) dưới sự điều hành của tiến sĩ Varadajan và Cục điều tra trung ương (CBI).
- Những thiếu sót trong thiết kế nhà máy Bhopal có thể tổng kết lại: chọn một phương pháp nguy hiểm trong sản xuất thuốc trừ sâu, lưu giữ một lượng lớn MIC trước khi xử lý; vị trí gần với khu vực đông dân cư; những tính năng an toàn không được đo đạc kiểm nghiệm; sự phụ thuộc vào quy trình quản lý thủ công.
- Sự thiếu sót trong quản lý của UCIL có thể tổng kết lại: thiếu những người điều hành kinh nghiệm bởi chính sách nhân viên của UCIL; sự rút gọn trong quản lý an toàn bởi sự cắt giảm nhân viên; thiếu sót về vấn đề bảo trì nhà máy; thiếu những kế hoạch đối phó với tình huống khẩn cấp.

## Các yếu tố góp phần

### Quy trình sản xuất của nhà máy
Union Carbide sản xuất thuốc trừ sâu, Sevin (tên thương mại của Carbaryl) sử dụng MIC như một chất trung gian. Đến 1979, MIC vẫn được nhập khẩu từ Hoa Kỳ. Những nhà máy khác, chẳng hạn Bayer, sản xuất Carbaryl mà không sử dụng MIC, mặc dù chi phí sản xuất lớn hơn.
Quy trình hóa học sử dụng trong nhà máy Bhopal thực hiện phản ứng Methylamine với Phosgenen để tạo ra MIC, chất này sẽ phản ứng với 1-naphothol để tạo ra sản phẩm cuối cùng, Carbaryl. Quy trình này khác với quy trình không sử dụng MIC được áp dụng ở những nhà máy khác, sử dụng cùng nguyên liệu thô và kết hợp chúng theo một quy trình sản xuất khác, ban đầu phosgen phản ứng với naphothol hình thành nên chloroformate ester, chất này sẽ phản ứng với Methyl amine. Trong đầu những năm 1980, nhu cầu về thuốc trừ sâu giảm mặc dùng quá trình sản xuất vẫn tiếp tục, dẫn đến việc phải xây dựng các kho chứa để lưu trữ MIC chưa sử dụng.

### Điều kiện làm việc
Nỗ lực trong việc cắt giảm chi phí đã ảnh hưởng đến những công nhân nhà máy và điều kiện làm việc của họ.
- Kurzman lập luận rằng "cắt giảm... có nghĩa là giảm sự quản lý chất lượng nghiêm nghặt và do đó nới lỏng những quy tắc an toàn. Một đường ống bị rò rỉ? Đừng thay thế nó, công nhân nói họ được yêu cầu như vậy... Những công nhân sản xuất MIC cần được đào tạo thêm? Họ có thể làm việc mà không cần được đào tạo nhiều như vậy.
- Công nhân bắt buộc phải sử dụng những sách hướng dẫn bằng tiếng Anh, thậm chí khi chỉ có một vài trong số họ hiểu được thứ tiếng này.
- Năm 1984, chỉ còn 6 trong số 12 người thợ máy ban đầu làm việc với MIC và số lượng những nhân viên giám sát bị cắt xuống còn một nửa. Không có người giám sát duy trì nào được phân công vào ca đêm, việc đọc thông tin chỉ thị được thực hiện 2 giờ một lần.
- Công nhân than phiền về việc cắt giảm lên công đoàn nhưng đã bị phớt lờ. Một công nhân bị đuổi việc sau 15 ngày đình công. 70% công nhân nhà máy bị phạt vì từ chối thay đổi những quy tắc an toàn thích hợp dưới áp lực ban quản đốc.
- Thêm vào đó, theo một vài quan sát, như đã được ghi trong Trade Environmental Database (TED) Case Studies, một phần của dự án Mandale của đại học American, đã chỉ ra những vấn đề nghiêm trọng về giao tiếp và những vết rạn lớn về quản lý giữa Union Carbide và nhà máy ở Ấn Độ, tiêu biểu như việc "những công ty mẹ [nguyên văn] tiếp cận một cách gián tiếp đến những nhà máy ở đặt ở nước ngoài" và "những rào cản giữa các nền văn hóa".
- Chính sách quản lý nhân viên dẫn đến sự bỏ việc của nhưng nhân viên có kinh nghiệm.

### Trang thiết bị và những quy tắc an toàn
- Được đưa ra năm 1998, trong những vụ kiện dân sự ở Ấn Độ, rằng, không giống như những nhà máy của Union carbide ở Hoa Kỳ, những nhà máy phụ ở Ấn Độ không được chuẩn bị cho những sự cố. Không có kế hoạch hành động nào được lập ra để đối phó với một thảm họa tầm cỡ như vậy. Nó bao gồm cả việc không thông báo cho nhà chức trách địa phương về số lượng những chất hóa học nguy hiểm được sử dụng và sản xuất ở Bhopal.
- Thiết bị cảnh báo bình chứa MIC đã không hoạt động trong 4 năm.
- Nhà máy chỉ có một hệ thống dự phòng thủ công, không phải là hệ thống 4 giai đoạn được sử dụng ở Hoa Kỳ
- Tháp loe và máy lọc khí đã ngừng hoạt động 5 tháng trước khi thảm họa xảy ra. Máy lọc khí do vậy đã không xử lý những khí thoát với natri hydroxide (xút ăn da), giảm nồng độ xuống mức an toàn. Thậm chí nếu như máy lọc khí làm việc, theo những nghiên cứu về hậu quả của thảm họa, áp xuất lớn nhất mà máy có thể xử lý chỉ bằng 1/4 áp xuất trong vụ tai nạn. Cho nên, tháp loe đã được thiết kế không hợp lý và chỉ có thể xử lý 1/4 lượng khí rò rỉ năm 1984.
- Để giảm chi phí năng lượng, hệ thống làm lạnh, vốn được thiết kế để ngăn sự bay hơi của MIC, đã bị tắt. MIC được giữ ở nhiệt độ 20 độ C (nhiệt độ phòng), thay vì 4.5 độ C như trong tài liệu hướng dẫn. Một phần chất tải lạnh đã được sử dụng cho mục đích khác.
- Lò hơi, được sử dụng để làm sạch đường ống, đã ngừng hoạt động không rõ nguyên do.
- Những tấm chắn vốn có thể ngăn nước từ những đường ống đang được làm sạch rò rỉ vào trong thùng chứa MIC qua những van hỏng đã không được lắp đặt.
- Bình chứa MIC đã bị hỏng khoảng một tuần trước đó. Những bình chứa khác được sử dụng thay thế, thay vì việc sửa bình chứa bị vỡ.
- Những van làm bằng thép carbon đã được sử dụng, mặc dù chúng bị ăn mòn khi tiếp xúc với acid. Vào đêm xảy ra thảm họa, người ta đã phát hiện một van thép carbon bị rò rỉ, cho phép nước tràn vào bình chứa MIC. Đường ống đã không được sửa chữa bởi nó tốn quá nhiều thời gian và chi phí.
- UCC thừa nhận trong báo cáo điều tra của chính họ rằng hầu hết các hệ thống an toàn đã không làm việc vào đêm 3 tháng 12 năm 1984.
- Themistocles D'Silva nhận xét trong cuốn sách - The Black Box of Bhopal, rằng, sơ đồ thiết kế nhà máy, tác động bởi những yêu cầu của chính phủ, đã bị "Ấn Độ hóa" bởi các kỹ sư UCIL để có thể sử dụng tối đa nguyên vật liệu và các sản phẩm nội địa. Những trang thiết bị phức tạp nhưng không phù hợp cũng đã được đưa vào sử dụng. Nó cũng làm người ta nghi ngờ về những cáo buộc thiếu căn cứ trong báo cáo của CSIR.

## Những cảnh báo và tai nạn trước đó
- Năm 1976, 2 tổ chức công đoàn đã có những phản ứng về tình trạng ô nhiễm trong nhà máy.
- Năm 1981, một công nhân đã bị bỏng Phosgene. Trong hoảng loạn, người công nhân đã tháo bỏ mặt nạ và hít vào một lượng lớn khí Phosgene, người này chết 72 giờ sau đó.
- Tháng 1 năm 1982, trong một vụ rò rỉ phosgene, 24 công nhân bị phơi nhiễm và đã phải nhập viện. Không ai trong số họ được yêu cầu phải mang mặt nạ bảo vệ.
- Tháng 2 năm 1982, 18 công nhân bị ảnh hưởng bởi một vụ rò rỉ khí MIC.
- Tháng 8 năm 1982, một kỹ sư hóa học bị bỏng 30% cơ thể do tiếp xúc với MIC ở trạng thái lỏng.
- Tháng 9 năm 1982, đã xảy ra một vụ rò rỉ MIC, methylcarbaryl chloride, chloroform và acid hydrochloric. Trong nỗ lực ngăn chặn vụ rò rỉ, một công nhân đã bị bỏng hóa nặng, 2 người khác bị phơi nhiễm khí độc ở mức độ trầm trọng.
- Trong 2 năm 1983, 1984, tại nhà máy đã xảy ra các vụ rò rỉ (theo thứ tự): MIC, chlorine, monomethylamine, phosgene, và carbon tetrachloride
- Những báo cáo được đưa ra vài tháng trước vụ tai nạn bởi các nhà khoa học thuộc tập đoàn Union Carbide cảnh báo về khả năng xảy ra một vụ rò rỉ gần như chính xác với những gì đã xảy ra ở Bhopal. Bản báo cáo đó đã bị lờ đi và không bao giờ đến được bàn những nhân viên cấp cao.
- Union Carbide đã được cảnh báo trước đó bởi những chuyên gia Mỹ đến thăm nhà máy năm 1981 về khả năng xảy ra một phản ứng tỏa nhiệt trong những thùng chứa MIC; nhà chức trách địa phương cũng cảnh báo công ty về những vụ tai nạn xảy ra từ 1979. Và một lần nữa, người ta lại phớt lờ những cảnh báo đó.

## Vụ rò rỉ
- Tháng 11-1984, tất cả các hệ thống an toàn của nhà máy đều không làm việc. Rất nhiều van và đường ống ở trong tình trạng rất xấu. Bình chứa 610 chứa 42 tấn MIC, nhiều hơn nhiều so với quy định an toàn cho phép.
- Trong đêm 2-3 tháng 12, một lượng lớn nước tràn vào bình chứa 610. Một phản ứng tỏa nhiệt xảy ra, tốc độ phản ứng tăng lên bởi các tạp chất, nhiệt độ cao và các nhân tố khác. Phản ứng gây nên sự tăng nhiệt độ bên trong thùng chứa lên trên 200°C (400°F). Để giảm áp xuất bình chứa, một lượng lớn hơi MIC được xả ra ngoài. Sự hiện diện của sắt từ những đường ống làm bằng thép không rỉ bị ăn mòn cũng làm tăng tốc độ phản ứng.
- Những công nhân trước đó đã làm sạch đường ống bằng nước. Họ không được thông báo phải sử dụng một tấm cách ly nước. Vì lý do này, và tình trạng bảo trì tồi tệ, những công nhân cho rằng đó là cách nước lọt vào bình chứa MIC.
- UCC cho rằng đó là hành động phá hoại của công nhân.
- Nhóm điều tra của UCC không tìm được bất cứ bằng chứng nào cho giả thiết của họ.

## Tóm tắt thời gian xảy ra thảm họa
Tại nhà máy
- 21.00 Bắt đầu vệ sinh đường ống bằng nước.
- 22.00 Nước lọt vào bình chứa 610, phản ứng tỏa nhiệt xảy ra.
- 00.00 Khí ga bắt đầu thoát ra từ tháp làm sạch
- 00.30 Còi báo động kêu và đã bị tắt đi.
- 00.50 Tiếng còi báo động chỉ có thể nghe thấy ở khu vực bên trong nhà máy, công nhân thoát ra khỏi nhà máy.

Bên ngoài
- 00.00 Những cảm giác đầu tiên do khí ga gây ra - nghẹt thở, ho, mắt tấy đỏ, nôn mửa
- 1.00 Cảnh sát được báo động. Cư dân ở khu vực nhà máy di cư. Giám đốc Union Carbide bác bỏ thông tin về việc xảy ra rò rỉ.
- 2.00 Những người đầu tiên đến bệnh viện Hamidia. Các triệu chứng bao gồm suy giảm thị lực, khó thở, sùi bọt mép, nôn mửa.
- 2.10 Tiếng còi báo động được nghe thấy từ bên ngoài nhà máy.
- 4.00 Vụ rò rỉ đã được kiểm soát.
- 6.00 Loa cảnh sát thông báo "Mọi thứ bình thường".

## Những ảnh hưởng đến sức khỏe

### Ảnh hưởng ngắn hạn
- Ngoài MIC, khí ga còn có thể chứa Phosgene COCl2, Hydro Cyanide HCN, Mônoxide cacbon CO, chloride hydro HCl, các Oxide nitơ, ethylamine và khí Cacbon dioxide, sinh ra trong bình chứa hoặc ngoài không khí.
- khí gas là hỗn hợp chủ yếu của những chất nặng hơn không khí, chúng là mặt đất và lan rộng ra cộng đồng dân cư xung quanh. Những tác động ban đầu bao gồm ho, nôn mửa, tấy mắt nghiêm trọng, cảm giác khó thở. Những người bị đánh thức bởi các triệu chứng trên tìm cách tránh xa nhà máy. Phần lớn họ vừa chạy vừa thở, một số sử dụng xe. Trẻ em và những người vóc dáng nhỏ hít phải khí ga nồng độ đậm đặc hơn. Nhiều người bị dẫm đạp khi chạy trốn.
- Tính đến sáng hôm đó, hàng ngàn người đã chết. 170,000 người được điều trị tại bệnh viện và phòng khám dã chiến. 2,000 con trâu, dê và các loại động vật khác đã được thu gom và đem chôn. Chỉ trong vài ngày, lá cây úa vàng và rụng. Các nguồn cung cấp, đặc biệt là thức ăn, trở nên khan hiếm bởi nỗi lo an toàn của những người cung cấp. Đánh cá cũng bị cấm, làm cho sự thiếu hụt nguồn cung trầm trọng hơn.
- Tổng cộng có 36 khu vực được nhà chức trách đánh dấu là 'chịu ảnh hưởng khí ga" với số dân 520,000 người. Trong số đó, 200,000 người dưới 15 tuổi, 3,000 phụ nữ mang thai. Năm 1991, 3,928 cái chết đã được xác nhận. Những tổ chức độc lập ghi nhận có 8,000 người chết trong ngày đầu tiên. Một số khác ước tính từ 10,000 đến 30,000. Khoảng 100,000 đến 200,000 người khác đã chịu những tổn thương vĩnh viễn ở các mức độ khác nhau.

### Ảnh hưởng lâu dài
- Ước tính có khoảng 20,000 người chết vì những căn bệnh liên quan đến khí ga, 100,000 đến 200,000 người khác mang thương tật vĩnh viễn.
- Kết quả của những nghiên cứu lâm sàng và dịch tễ có sự khác biệt. Các triệu chứng theo nghiên cứu và ghi chép gồm các vấn đề về mắt, khó thở, rối loạn thần kinh và miễn dịch, rối loạn tim, tổn thương phổi, sự khó sinh ở phụ nữ và những khuyết tật ở trẻ sơ sinh. Một số triệu chứng và bệnh lý khác thường được quy là liên quan đến sự phơi nhiễm khí ga, tuy vẫn không có nghiên cứu đáng tin cậy nào chỉ ra điều đó.
- Một phòng khám được thành lập bởi một nhóm những người sống sót và các nhà hoạt động xã hội dưới tên Sambhavna. Sambhavna là phòng khám duy nhất điều trị cho bất cứ ai bi ảnh hưởng bởi khí ga hoặc do nguồn nước bị ô nhiễm, phương thức điều trị sử dụng kết hợp thuốc Tây và các loại thuốc truyền thống của Ấn Độ.
- Union Carbide cũng như chính phủ Ấn Độ trong một khoảng thời gian dài phủ nhận những tổn thương vĩnh viễn liên quan đến MIC và các loại khí khác. Tháng 1-1994, Ủy ban y học quốc tế về Bhopal (IMCB) đã đến Bhopal để điều tra tình trạng sức khỏe những người sống sót, hệ thống chăm sóc sức khỏe và sự tái phục hồi kinh tế-xã hội.

## Bồi thường từ phía Union Carbide
- Chính phủ Ấn Độ đã thông qua đạo luật cho phép chính phủ có quyền đại diện cho tất cả các nạn nhân trong và ngoài nước.
- UCC đưa ra khoản tiền 350 triệu USD (khoản tiền bảo hiểm). Chính phủ Ấn Độ yêu cầu 3.3 tỉ USD. Năm 1999, một thỏa thuận đã đạt được theo đó UCC đồng ý trả 470 triệu USD (gồm tiền bảo hiểm và một khoản hỗ trợ) trong một thỏa thuận cuối cùng và toàn diện về những trách nhiệm hình sự và dân sự của UCC.
- UCC muốn bán cổ phần của họ ở UCIL. Theo phán quyết của tòa án tối cao, UCC phải cung cấp tài chính xây dựng một bệnh viện 500 giường bệnh để cung cấp những chăm sóc y tế cho những người sống sót. Bệnh viện Bhopal Memorial và trung tâm nghiên cứu (Bhopal Memorial Hospital and Research Centre - BMHRC) được khánh thành năm 1998. Nó có trách nhiệm cung cấp miễn phí chăm sóc y tế cho những người sống sót trong vòng 8 năm.